# Мещерский, Элим Петрович
Князь Элим Петрович Мещерский (26 октября [7 ноября] 1808, Санкт-Петербург, Российская империя — 14 ноября 1844, Париж, Франция) — русский дипломат, поэт, писавший преимущественно на французском языке. Занимался переводом русской литературы на французский язык. Составил посмертно вышедшую антологию «Les poètes russes» («Русские поэты», Париж, 1846). Отец Марии Мещерской, возлюбленной будущего императора Александра III.

## Биография
Князь Элим Мещерский (вследствие двойной транслитерации от «Елим») родился 26 октября (по старому стилю) 1808 года в Петербурге в семье Мещерских. Его отец — князь Пётр Сергеевич Мещерский
(1779—1856), действительный тайный советник, обер-прокурор Святейшего Синода, председатель Библейского общества. Мать — Екатерина Ивановна, урождённая Чернышёва (1782—1851), была сестрой Александра Чернышёва, участника войн с Наполеоном, впоследствии, при Николае I, ставшего военным министром и председателем Государственного совета. Крещен 14 ноября 1808 года в церкви Успения Пресвятой Богородицы, что на Сенной, при восприемстве князя И. С. Мещерского и бабушки Е. Д. Чернышёвой.
Из-за болезненности получил домашнее образование. Детство провёл в немецком Веймаре с матерью, где был представлен Гёте и поддерживал с ним отношения всю жизнь.
Несмотря на то, что с отцом он не жил, Элим Мещерский никогда не порывал духовной связи с ним. Пётр Сергеевич оказал большое влияние на формирование мировоззрения сына, на его политические взгляды. В переписке Элим Мещерский часто делился наблюдениями о становлении своего характера, складывающихся взглядах на жизнь.
Когда Мещерскому было 18 лет, русский посол в Дрездене В. В. Ханыков, желая сделать приятное его матери, ходатайствовал о получении юношей одной из наиболее старых саксонских орденов — Родового ордена Бдительности, или Белого Сокола, который был вручён герцогом Веймарским.
В Россию Мещерский вернулся уже взрослым юношей со сложившимися под влиянием немецкой философии взглядами, которые были быстро побеждены любовью к родине.
После окончания Петербургского университета с 1823 года Мещерский на дипломатической работе: сначала — служба по ведомству Министерства иностранных дел в Дрездене, потом — при русской миссии в Турине, затем — атташе русского посольства в Париже. В это время
Мещерский имел придворное звание камер-юнкера и гражданский чин титулярного советника.
Но дипломатическая служба мало его привлекала, поэтому, когда Сергей Семёнович Уваров, только что занявший пост министра народного просвещения Российской империи, искал человека, способного держать его в курсе «всего наиболее примечательного, что происходит в области наук и искусств, в частности, в курсе мер, принимаемых французским правительством в отношении учреждений народного просвещения», Мещерский в 1833 году, стараниями родителей, занял должность «личного корреспондента министра».
В 1836 году функции «литературного корреспондента» были переданы Якову Николаевичу Толстому, который больше времени уделял доносительской деятельности и чьи обстоятельные письма более удовлетворяли Уварова и шефа жандармов Бенкендорфа.
Мещерский продолжал номинально числиться в штате русского посольства в Париже, а потом был приписан к миссии в Турине, проживая всё ещё в Париже.
Вместе с ним в Париж переехала его мать, договорившаяся с мужем о «раздельной жизни». Её литературный салон посещали многие известные французские писатели и публицисты, среди них Оноре де Бальзак, Шарль Огюстен де Сент-Бёв, Альфред де Мюссе, Альфред де Виньи, Александр Дюма, Виктор Гюго и другие. Сам Мещерский устраивал поэтические чтения.
В июне 1836 года Мещерский приехал в отпуск в Петербург. Здесь он впервые встретился с Александром Пушкиным, который подарил ему «Бориса Годунова» с надписью: «Князю Елиму Мещерскому». Данный факт, по мнению профессора МГУ им. М. В. Ломоносова Василия Ивановича Кулешова, означает, что патриотичная личность Мещерского пришлась по душе поэту. В библиотеке Пушкина сохранилась книга Антони Дешана «Derniéres paroles» (Париж, 1835), подаренная автором Мещерскому (с автографом), от которого она попала к Пушкину. Пушкин был знаком с невестой Мещерского, с родителями которой он был близок.
В 1839 году Мещерский женился на Варваре Степановне Жихаревой (1819—09.03.1879), за которой ухаживал с 1831 года, дочери писателя С. П. Жихарева. Жена происходила из старого, но небогатого дворянского рода, поэтому брак с ней не был одобрен матерью князя. В молодости Варвара Степановна была известна в московском обществе своей «пленительной» красотой, а позже своими любовными похождениями.
Умер Мещерский в возрасте тридцати пяти лет в чине надворного советника и звании камергера в Париже от водянки, когда его дочери Марии, в дальнейшем — первой влюблённости императора Александра III, ещё не было и года. Поэт похоронен в Царском Селе на Казанском кладбище. Его вдова, несколько времени спустя, вышла вторично замуж за графа Борбон дель Монте.

## Личные взгляды
Мещерский разделял идеологию французских католических философов эпохи Реставрации, консерватора графа Жозефа-Мари де Местра, традиционалиста виконта Луи Габриэля Амбруаза де Бональда.
Он знакомится с философом, ревностным христианином, Луи Ежен-Мари Ботеном, которому поверяет свои мысли о единстве вселенской Церкви.
Мещерский симпатизировал масонству. В Париже он содействовал приобретению русским двором документов, связанных с историей масонства. Свои взгляды Мещерский изложил в компилятивном трактате «De la foi dans la science» — «О вере и науке», утверждавшем идею нравственной силы русского народа, не испорченного рационализмом, способного стать центром христианского возрождения Европы и послужить объединению Востока и Запада, пришедшего (по Мещерскому) в духовный, религиозный и политический упадок. В работе так же нашли место туманные рассуждения о путях исцеления пороков общества путём примирения религии и науки, о любимом немецком философе Франце Баадере. Весь трактат полон восторженных патриотических чувств.
Воззрения Мещерского на будущность нации были комплиментарны мыслям его начальника о величии России, её мессианстве, и с убеждением в том, что царствование Николая открыло «русскую эру» для Европы. Знаменитая формула Уварова «самодержавие — Православие — народность» вполне отвечала идеям Мещерского.

## Дипломатическая работа
Своё главное предназначение в русской культуре Элим Мещерский исполнит только по приезде в Париж. Горячий патриот, он желал дать французам верное представление о России, способствуя культурным связям между двумя странами.
Его работа в этом направлении началась ещё в 1830-м году речью «О русской литературе» в обществе «Аттенеум» в Марселе. Речь Мещерского «знакомит Европу с Россией». С речью в печатном виде был знаком Гёте.
В речи впервые была высказана мысль, что французское влияние на русскую литературу уже преодолено, и в России есть оригинальные поэты.
Мещерскому принадлежит также изданная анонимно книга «Lettres d’un russe adressées à M. M. les rédactuers de la Revue Européenne, ci devant du Correspondant», Ницца, 1832, в которой много говорится о Пушкине. Работа обсуждалась в петербургских кругах, автор приобрёл популярность. Вяземский так отозвался об этой работе Мещерского в письме к жене:

«От брошюрки так и несёт племянничеством Чернышёва. Всего хуже, что брошюрка очень глупа. В чувствах много … холопского патриотизма».— «Встречи с прошлым». Т.5. Советская Россия, 1984
В дальнейшем, продолжая знакомить французскую публику с русской литературой, Мещерский опубликовал статьи «О русской сатире в различные эпохи развития русского общества», «Поэзия козаков» (1834).
Чтобы улучшать образ Российской империи он начал сотрудничать со многими французскими столичными изданиями (например, «Le Panorama Littéraire de l’Europe»). Там Мещерский публикует две статьи. Одна посвящена русской сатире, другая — народной поэзии.
В журнале «Revue européen par les rédacteurs du Correspondant» появилась его статья, автором которой значился «Un russe de vos abonnés» — «Ваш русский подписчик»:

 «Говорят, что русские подражают всему миру — французам, немцам, англичанам. Я не отрицаю, что до известной степени мания подражания составляет наш порок: это следствие того положения, которое заняла Россия в смене времени. Другие страны Европы были вынуждены извлекать культуру из родной почвы; в поте лица своего они взращивали ее плоды. Небо, которое всегда благосклонно к России, избавило ее от этой необходимости. Ей стоило только протянуть руку, чтобы получить готовые плоды».— Корбе Ш. Из истории русско-французских литературных связей первой трети XIX в. // Международные связи русской литературы. М.; Л., 1963
Литературных критиков он в личной переписке просит «Проявить симпатию или хотя бы беспристрастность по отношению к России».
Газета «Journal général de l’introduction publique et des cours scientifique et littéraire» опубликовала статью «Об образовании в русской империи», где утверждалось, что российское правительство имеет шпионов в университетах, наблюдающих за студентами и преподавателями. Мещерский принес в редакцию несколько номеров «Журнала Министерства народного просвещения», чтобы показать, чем озабочено русское правительство в области образования. Под влиянием Мещерского меняется отношение этой газеты к России. Она публикует в переводе, сделанном Мещерским, «Первую лекцию о всемирной истории» Михаила Петровича Погодина из первого выпуска вышеупомянутого «Журнала Министерства народного просвещения».
В то же время он постоянно посылает материалы в этот журнал в Россию. Напечатаны его заметки о начальном образовании во Франции, о французских писателях и философах — Альфонсе де Ламартине, Арни Лакордене, обзор одного номера журнала «Panorama littéraire de l’Europe», заметки о морали в христианстве (на примере Франции), о французском католическом университете, прогрессирующей религиозности во Франции.

## Литературная деятельность
После отставки с должности атташе, князь целиком посвятил себя литературной деятельности. Вышло три сборника его переводов. Писательский дар Мещерский проявил в первых же своих творческих опытах. 

«Едва ему исполнилось 20 лет, как он уже создавал шедевры перевода».— Эткинд Е. Французские стихи в переводах русских поэтов XIX-XX вв. М.: 1969
Его творческое наследие осталось преимущественно на французском языке.
До Мещерского обычный французский читатель был знаком с русской литературой только по хрестоматии Эмиля Дюпре де Сен-Мора «Anthologie Russe, suivie de poésies originales», талантливой работы молодого дипломата, но не передающей дух русской беллетристики, так как автор даже не владел русским языком и лишь зарифмовал полученные от других лиц (иногда от самих авторов) подстрочники.
В отличие от своего предшественника, Мещерский прекрасно владел обоими языками. Его стихи ценили современные ему парижские литераторы.
Единственный сборник стихотворений и переводов, изданный при жизни автора, вышел в 1839 году и был назван «Les Boreales» — «Северные стихи». Александр Тургенев иронически иногда переводил данный сборник как «Северное затмение». В сборнике содержатся двадцать пять его переводов стихотворений Александра Пушкина, Василия Жуковского, Евгения Баратынского, Алексея Кольцова, 

«бережно сохранивших прелесть подлинников»— Кулешов В. Литературные связи России и Западной Европы в XIX в. (1-я половина). Изд. 2-е. М ., 1977.
.
В предисловии к сборнику Мещерский сформулировал свои переводческие принципы:

«Перевести — это значит бросить в плавильную печь прекрасное металлическое изделие для того, чтобы создать новое на основании первоначального рисунка. Масса металла не пострадает, но образец утрачен. Приходится пользоваться новым образцом; у него иная конфигурация, и создан он чужою рукой; вы бросаете в огонь орла, а вынимаете ворона. Ещё удачлив тот, кто так понимает свою задачу! Иногда на его долю выпадает успех. Но что ждет переводчика, упрямо стремящегося рабски воспроизвести образец? […] Он с гордостью предъявит вам восковую куклу. Всё в этой человеческой фигуре точно: рост, черты, цвет кожи, вплоть до морщинок на лице; однако, и то, чего недостает, это тоже — всё, это — жизнь».— Elim Mestscherski. Les Boreales. Paris, 1839
Мещерский показал возможность пересоздать французскими средствами произведения различные стилистические окраски, полутона. Наиболее изучены его переводы лирики Пушкина. Посредством переводов Мещерского два стихотворения Пушкина однажды цитировал Сент-Бёв.
Мещерский свободно обращается с пушкинским текстом, оставаясь верным ему, не нарушая стиля, духа, эмоциональной настроенности и следуя движению лирического сюжета.
После смерти Мещерского, в 1845 году стараниями его матери и друзей во главе с Эмилем Дешаном вышла книга лирики на французском «Les roses noires» — «Черные розы». Туда вошли драматические сцены по мотивам поэм Пушкина «Цыганы», Жуковского «Светлана».
Последняя, третья книга Мещерского — двухтомная антология «Les poètes russes» — «Русские поэты» вышла в 1846 году. В неё были включены переводы пятидесяти пяти русских поэтов конца XVIII — первой половины XIX веков. Мещерский хотел показать французскому читателю обилие и многоцветие русской поэзии, поэтому наряду с классиками золотого века русской поэзии в антологию попали и не столь значимые произведения.
Следует упомянуть, что им были в разные годы опубликованы несколько стихотворений на русском языке — в сборнике Нестора Васильевича Кукольника «Новогодник» и в альманахе «Утренняя заря» Владимира Андреевича Владиславлева. Стихотворения свидетельствуют, что для русского парижанина, в отличие от многих не выезжавших из России аристократов, русский язык был «родным».

## Вклад в культуру
Василий Кулешов отмечает, что, как патриот-мистик, в противовес парижскому материализму, Мещерский старался знакомить французов с русской литературой с монархических позиций. Живя в Европе, Мещерский повсеместно сталкивался с критикой политики его родины, встречал презрение к официальной николаевской России. Он даже хотел учредить в либеральном Париже специальный журнал, который насаждал бы во Франции «правильную информацию» о России и уже начал принимать подписку на новое издание. Но средств на это из казны выделено не было и идея журнала не претворилась в жизнь.
Элим Мещерский познакомил французскую и немецкую читающую публику с русской поэзией и в своих мастерских переводах научил её ценить Пушкина. Он доносил русскую поэзию до французских литераторов не только посредством издания своих переводов, но и лично непрестанно общаясь с ними в литературных салонах.
В России его талант успел оценить только Пушкин и Пётр Андреевич Вяземский, во Франции творчество Мещерского было прочно забыто — пока его не воскресил Андре Мазон в начале XX века.
Элим Мещерский стал персонажем романа Александра Дюма-отца «Замок Эпштейнов», где выполняет функцию рассказчика.